# Фиктивный брак (фильм, 1991)
«Фиктивный брак» (фр. Les époux ripoux) — кинофильм.

## Сюжет
Деена — американка, живущая в Париже и работающая комедийной актрисой. У неё заканчивается виза и чтобы остаться во Франции она решает заключить фиктивный брак. Через агентство знакомств она находит партнера — сочинителя песен Ника. Они женятся, но у эмиграционной службы Франции остаются обоснованные подозрения после свадьбы.

## В ролях
- Пэтси Кенсит — Деена
- Стефани Фрейсс — Ник
- Мусс Диуф
- Анни-Мари Пизани — Клэр
- Джозеф Момо — Малик
- Жан-Марк Чыонг
- Мапи Галан

## Съёмочная группа
- Режиссёр: Кэрол Уайсман
- Сценарист: Грант Моррис
- Продюсер: Моник Анно
- Исполнительный продюсер: Даниэль Марке
- Композитор: Дидье Вассер